# 25 halerzy czechosłowackich (1933)
25 halerzy (cz. 25 haléřů, słow. 25 halierov) – czechosłowacka moneta obiegowa o nominale 25 halerzy wyemitowana w 1933 roku, a wycofana ostatecznie w roku 1941. Obie strony monety zostały zaprojektowane przez Otakara Španiela.

## Wzór
W centralnej części awersu umieszczono pochodzące z małego herbu Czechosłowacji godło państwowe – heraldycznego wspiętego lwa w koronie o podwójnym ogonie. Na jego piersi znajdował się oddany przestrzennie herb Słowacji – podwójny krzyż na trójwzgórzu. Poniżej umieszczono rok bicia (zapisany zewnętrznie), zaś wzdłuż otoku inskrypcję „REPUBLIKA ČESKOSLOVENSKÁ” (zapisaną wewnętrznie). Legendę od otoku oddzielono perełkowaniem. Po lewej stronie monety, pomiędzy lewą przednią a prawą tylną łapą lwa, umieszczono oznaczenie autora projektu, „O•Š”.
Na rewersie monety znajdował się wyłącznie zapisany cyframi arabskimi nominał. Pozostałą pustą przestrzeń wypełniono łukowatymi liniami rozchodzącymi się wokół cyfr. Także na tej stronie monety wzdłuż otoku zastosowano perełkowanie.

## Nakład
Monetę o nominale 25 halerzy do czechosłowackiego systemu prawnego wprowadziła ustawa z dnia 9 czerwca 1932 roku o nowej emisji drobnych pieniędzy. Ustalono wówczas, że będzie ona bita z miedzioniklu (MN20 – miedź 80%, nikiel 20%), oraz że ważyć będzie 4 g (z jednego kilograma stopu powstać miało 250 monet). Wzór monety oraz jej średnicę (21 mm) wskazano w rozporządzeniu rządu z 28 kwietnia 1933 r. Jeszcze przed urzędowym ustaleniem wzoru, w 1932 roku bito serie próbne przy wykorzystaniu różnych stempli, w tym stempla o wzorze tożsamym z ostatecznie uchwalonym. Większość egzemplarzy pochodzących z serii próbnych została następnie zdemonetyzowana. Wszystkie monety, które ostatecznie wyemitowano, pochodziły z jedynego rocznika 1933. Wybito wówczas 22 711 000 sztuk.
Po likwidacji państwa czechosłowackiego 25-halerzowe monety pozostawały w obiegu na Słowacji do końca stycznia 1940 roku, a w Protektoracie Czech i Moraw do 30 września 1941 r.